# Liste der Baudenkmale im Stadtbezirk Aplerbeck
Die Liste der Baudenkmale im Stadtbezirk Aplerbeck enthält die denkmalgeschützten Bauwerke auf dem Gebiet des Stadtbezirks Dortmund-Aplerbeck in Nordrhein-Westfalen (Stand: 15. August 2025). Diese Baudenkmäler sind in der Denkmalliste der Stadt Dortmund eingetragen; Grundlage für die Aufnahme ist das Denkmalschutzgesetz Nordrhein-Westfalen (DSchG NRW).

Baudenkmäler sind „Denkmäler, die aus baulichen Anlagen oder Teilen baulicher Anlagen bestehen.“ Die Denkmalliste der Stadt Dortmund umfasst im Stadtbezirk Dortmund-Aplerbeck 58 Baudenkmäler.
Weiterhin sind die Grabhügel im Schwerter Wald, Landwehr und Grenzwall an der Berghofer Straße, Haus Rodenberg an der Rodenbergstraße und der ehemalige Steinbruch Schüren an der Gasenbergstraße als Bodendenkmäler in Teil B sowie ein Steinkreuz in der Jasminstraße 38 als bewegliches Denkmal in Teil C der Denkmalliste der Stadt Dortmund eingetragen.
Der Stadtbezirk Aplerbeck umfasst die Ortsteile Aplerbeck, Aplerbecker Mark, Berghofen, Berghofer Mark, Lichtendorf, Schüren, Sölde und Sölderholz.

## Liste der Baudenkmäler
Die Liste umfasst falls vorhanden eine Fotografie des Denkmals, als Bezeichnung falls vorhanden den Namen, sonst kursiv den Gebäudetyp, die Adresse, bei den Kommunalfriedhöfen Aplerbeck und Schüren sowie beim Haus Rodenberg eine kurze Übersicht des Denkmalumfangs sowie die Eintragungsnummer der Denkmalbehörde der Stadt Dortmund. Der Name entspricht dabei der Bezeichnung durch die Denkmalbehörde der Stadt Dortmund. Abkürzungen wurden zum besseren Verständnis teilweise aufgelöst, die Typografie an die in der Wikipedia übliche angepasst und Tippfehler korrigiert.
| Bild           | Bezeichnung                                        | Lage                                              | Beschreibung | Bauzeit                                                                  | Eingetragen seit | Denkmal- nummer |
| -------------- | -------------------------------------------------- | ------------------------------------------------- | --- | ------------------------------------------------------------------------ | ---------------- | --------------- |
| weitere Bilder | Wohn- und Geschäftshaus                            | Ruinenstraße 35 Karte                             | In der Mitte des 19. Jahrhunderts errichtetes zweigeschossiges Fachwerkhaus. | um 1850                                                                  | 1989-09-18       | A 0015          |
| weitere Bilder | ehem. Hof Goeckmer Haupthaus und Backhaus          | Sölder Bruch 32 Karte                             | Das Haupthaus entstand 1821 als zweigeschossiger Vierständerbau. Das freistehende Backhaus wurde in gleicher Bauweise wie das Hauptgebäude errichtet. | 1821                                                                     | 1985-12-14       | A 0016          |
| weitere Bilder | ev. Kirche Aplerbeck                               | Märtmannstraße 13 Karte                           | Die Kirche wurde zwischen 1867 und 1869 als großdimensionierte neugotische Hallenkirche nach Entwürfen des Barmer Architekten Christian Heyden errichtet. Der wiederhergestellte Innenraum der Kirche überrascht durch die Konsequenz, mit der 1867 eine spätgotische Halle vollkommen neu entstand. Von einer echten gotischen Kirche unterscheidet sie sich durch die Prägnanz der genau dem Zirkelschlag entsprechenden Proportionen. | 1867–1869                                                                | 1989-10-23       | A 0156          |
| weitere Bilder | Kommunalfriedhof Aplerbeck                         | Köln-Berliner-Straße 86 Karte                     | Unter Denkmalschutz stehen die in neugotischen Formen im 19. Jahrhundert errichtete Friedhofskapelle, das Denkmal des Verbandes für Freidenkertum und Feuerbestattung von 1859, die Jüdische Abteilung (Feld 4) mit 18 Grabmalen, das Grabmal Becker von 1910, eine monumentale Anlage mit antikisierenden Elementen, die der griechisch-dorischen Säulenordnung zuzuschreiben sind, und das Grabmal Sors – Winter von 1918. | um 1850                                                                  | 1989-10-23       | A 0157          |
| weitere Bilder | Wohnhaus                                           | Ruinenstraße 38 Karte                             | Das Fachwerkdoppelhaus wurde um 1870/1880 errichtet und gehört zu der Bebauung des Kirchhofes um St. Georg. | um 1875                                                                  | 1989-10-23       | A 0201          |
| weitere Bilder | ehem. Wasserschloss Haus Rodenberg                 | Rodenbergstraße 36, 50/52 Karte                   | Zum Denkmal gehören die Vorburg mit Gräfte und Brücken, der Burghof, der Brackenturm, die Umfassungsmauern und die Wirtschaftsgebäude. Die Burg wurde 1290 erstmals urkundlich erwähnt, war im Mittelalter Lehen der Grafen von der Mark und seit dem 14. Jahrhundert im Besitz mehrerer adeliger Familien. Um 1420 wurde sie im Clevisch-Märkischen Bruderstreit zerstört und wieder aufgebaut. Von der Wasseranlage ist nur das Wohngebäude der Vorburg erhalten, die Hauptburg stürzte um 1810 ein. | 1675–1678 (Wiederaufbau)                                                 | 1989-11-07       | A 0233          |
| weitere Bilder | Stollenhaus der ehem. Zeche Bickefeld              | Wittbräucker Straße 220 Karte                     | Der ehem. Kotten wurde Anfang des 19. Jahrhunderts errichtet. | um 1810                                                                  | 1989-11-30       | A 0298          |
| weitere Bilder | Wohnhaus                                           | Aplerbecker Marktplatz 14 Karte                   | Das Gebäude wurde nach der Mitte des 19. Jahrhunderts errichtet. | um 1860                                                                  | 1989-11-30       | A 0302          |
| weitere Bilder | ehem. Rathaus von Aplerbeck                        | Aplerbecker Marktplatz 16 Karte                   | Das ehem. Rathaus wurde um die Mitte des 19. Jahrhunderts errichtet. | 1851–1874                                                                | 1989-11-30       | A 0303          |
| weitere Bilder | Wohnhaus                                           | Aplerbecker Schulstraße 12 Karte                  | Das Doppelhaus mit nahezu gleichen Wohneinheiten entstand um 1870. Zu diesem Gebäude sind kaum Vergleichsobjekte im Großraum Dortmund bekannt. Nach Aussagen der heutigen Eigentümer (Nachfahren des ursprünglichen Besitzers) wurde das Haus aus Engern (Minden-Ravensberg) mitgebracht. | um 1870                                                                  | 1989-11-30       | A 0304          |
| weitere Bilder | Wohnhaus                                           | Aplerbecker Straße 499 Karte                      | Das Wohnhaus wurde vermutlich in der ersten Hälfte des 19. Jahrhunderts errichtet. Haustür und Fenster, möglicherweise auch die Verschieferung stammen jedoch erst aus dem letzten Viertel des 19. Jahrhunderts. | um 1825                                                                  | 1990-01-22       | A 0315          |
| weitere Bilder | Wohnhaus                                           | Hövelteichstraße 26 Karte                         | Das in der ersten Hälfte des 19. Jahrhunderts errichtete Fachwerkgebäude wurde erstmals in einer Erbpachturkunde vom 27. April 1844 schriftlich erwähnt. | um 1825                                                                  | 1990-01-22       | A 0316          |
| BW             | Wohnhaus                                           | Am Petershof 6 Karte                              | An dem vermutlich in der ersten Hälfte des 19. Jahrhunderts errichteten Fachwerkgebäude wurden 1903 an der Süd/West-Ecke durch Friedrich Bierback im Auftrage von Eduard Eickelmann Wirtschaftsbereiche zu Wohnräumen umgebaut. | um 1825                                                                  | 1990-04-02       | A 0365          |
| weitere Bilder | ehem. Bauernhof mit umgebenden historischen Mauern | Schürener Straße 91/93 Karte                      | Zum Denkmalumfang des ehem. Bauerhofes gehört die aus Bruchsteinmauerwerk errichtete Einfriedung. Beide Gebäude (Nr. 91 f und 93) wurden um die Mitte des 19. Jahrhunderts errichtet und fungierten um die Jahrhundertwende als Dorfschule. | 1833 (Schürener Straße 91) 1864 (Schürener Straße 93) 1871 (Aufstockung) | 1990-04-17       | A 0368          |
| weitere Bilder | ehem. Kotten Kersting                              | Meinbergstraße 11 Karte                           | Das um 1830 errichtete Fachwerkbauernhaus zeigt zusammen mit dem benachbarten Baudenkmal Am Petershof 6 die vorindustrielle Struktur der alten Ortslage Schüren. | um 1830                                                                  | 1990-05-25       | A 0382          |
| weitere Bilder | Sparkasse Aplerbeck                                | Köln-Berliner-Straße 31 Karte                     | Das Gebäude wurde 1914 im Auftrage der Sparkassen-Verwaltung errichtet. Die Fassaden lehnen sich sowohl in der Tektonik als auch in den Einzelformen an barocke Bauideen an. | 1914                                                                     | 1990-06-05       | A 0383          |
| weitere Bilder | ev. Kirche St. Georg mit Pfarrhaus und Friedhof    | Ruinenstraße 37 Schweizer Allee 3 Karte           | St. Georg wurde um 1150 errichtet und ist damit die älteste Basilika Dortmunds. Um 1250 wurde die romanische Apsis durch einen quadratischen Chor mit Kreuzrippengewölbe ersetzt, um 1300 der gotische Westturms anstelle eines romanischen Vorgängerbaus erbaut. Seit 1870 verfiel das Gebäude zur Ruine, von 1928 bis 1930 erfolgten die ersten Restaurierungsversuche. Ebenfalls zum Unterschutzstellungsumfang gehören das Pfarrhaus, sowie der die Kirche umgebende Friedhof mit zahlreichen Grabsteinen des 16. bis 18. Jahrhundert. | um 1150 (Kirche) um 1300 (Turm)                                          | 1990-07-12       | A 0388          |
| weitere Bilder | Kriegerdenkmal                                     | bei Wittbräucker Straße 220 Karte                 | Das Kriegerdenkmal wurde um 1920 für die Gefallenen des Ersten Weltkrieges errichtet und durch einen Inschriftenstein für die Gefallenen des Zweiten Weltkrieges erweitert. | um 1920                                                                  | 1990-11-07       | A 0404          |
| weitere Bilder | Feldchenbahnbrücke                                 | Feldchenstraße Karte                              | Die in der zweiten Hälfte des 19. Jahrhunderts errichtete Brücke war Teil der Gleisanschlußstrecke der Zeche Vereinigte Schürbank & Charlottenburg zum Aplerbecker Bahnhof, der zu dem 1855 eröffneten Streckenabschnitt der Bergisch-Märkischen-Eisenbahn (Hörde-Aplerbeck-Holzwickede-Unna-Soest) gehörte. Die Brücke überquert die Emscher. | 1867–1870                                                                | 1991-01-07       | A 0407          |
| weitere Bilder | Verwaltungsstelle Aplerbeck (altes Amtshaus)       | Aplerbecker Marktplatz 21 Karte                   | Das Verwaltungsgebäude wurde 1906/1907 in Formen der Neurenaissance nach Plänen des Stadtbaumeisters Wilhelm Stricker am Aplerbecker Marktplatz errichtet. Durch den Bau des Amtshauses verlagerte sich das ursprüngliche historische Zentrum um die Georgskirche zum neuen Aplerbecker Markt. | 1906–1907                                                                | 1991-01-29       | A 0424          |
| weitere Bilder | Lübckerhof                                         | Lübckerhofstraße 3 Karte                          | Das Gebäude wurde nach Inschrift am Torbalken 1803 errichtet. | 1803                                                                     | 1992-01-16       | A 0519          |
| weitere Bilder | Haus Sölde                                         | Ruthgerusstraße 35/37 Paradiesstraße 18, 22 Karte | Bis zur Mitte des 19. Jahrhunderts bestand das Haus Sölde vermutlich aus einer mittelalterlichen Wasserburg sowie drei Nebengebäuden auf dem Wirtschaftshof, dem Teich und der Wassermühle. Zwischen 1841 und 1863 wurden höchstwahrscheinlich das neue Herrenhaus sowie die zwei Gebäude des Westtraktes erbaut und der Park entstand nach dem Vorbild des englischen Landschaftparkes. Der U-formige Baukörper im Osten der Parkanlage wurde nach 1896 erbaut, der Osttrakt wahrscheinlich um 1900. 1917 wurde ein eingeschossiger Anbau als Heizraum für die Dörranlage am Westtrakt angebaut, 1924 das Getreidesilo. 1968 wurde das durch Brand zerstörte Dach am Osttrakt ohne Aufnahme der historischen Form erneuert. Zum Denkmalumfang des Hauses Sölde gehören das ehem. Herrenhaus, der Westtrakt bestehend aus einem ehem. Speicher und dem ehem. Stallgebäude, der ehem. Getreidespeicher, der eingeschossige Anbau am Nordgiebel des Westtraktes, der Osttrakt, das Backsteinwohnhaus, die Remise, der Gartenpavillon, die Parkanlage, der ehem. Hausgarten, der ehem. Wirtschafthof, die ehem. Kastanienallee (ersetzt durch Linden), die umgebenden Mauern, die Gartenmauern, die Hofeinfahrt mit Pfeilern und Eisengitter und das Tor zum Garten. | um 1250 (Urform)                                                         | 1992-08-26       | A 0557          |
| weitere Bilder | Wohnhaus                                           | Ruinenstraße 13 Karte                             | Das Fachwerkbau stammt wahrscheinlich aus dem 18. Jahrhundert und wurde im 19. Jahrhundert erweitert. Die rückwärtige Erweiterung um 1970 gehört nicht zum Denkmalumfang. | um 1750                                                                  | 1992-10-01       | A 0561          |
| weitere Bilder | ehemalige Rektoratsschule                          | Köln-Berliner-Straße 49 Karte                     | Das Gebäude wurde um 1900 errichtet. Unter Schutz stehen die Fassaden und das konstruktive Innengerüst. | um 1900                                                                  | 1993-01-26       | A 0569          |
| weitere Bilder | Wohnhaus                                           | Lübckerhofstraße 14 Karte                         | Das Querdeelenhaus stammt vermutlich aus dem frühen 19. Jahrhundert. | um 1810                                                                  | 1993-04-14       | A 0580          |
| weitere Bilder | ehem. Kotten                                       | Ruinenstraße 36 Karte                             | Das Fachwerkgebäude stammt aus der ersten Hälfte des 19. Jahrhunderts. | um 1825                                                                  | 1993-08-04       | A 0624          |
| weitere Bilder | landwirtschaftliches Wohn- und Wirtschaftsgebäude  | Am Kapellenufer 52 Karte                          | Das Längsdeelenhaus wurde nach Balkeninschrift 1797 gebaut. | 1797                                                                     | 1993-08-04       | A 0625          |
| weitere Bilder | ehem. Kotten                                       | Ruinenstraße 21 Karte                             | Der ehemalige Kotten besteht aus Wohn- und Wirtschaftsteil mit Querdeele und wurde wahrscheinlich vor 1800 errichtet. | um 1750                                                                  | 1993-08-04       | A 0626          |
| weitere Bilder | Fachwerkwohnhaus                                   | Erlenbachstraße 4 Karte                           | Das Gebäude entstand um die Mitte des 19. Jahrhunderts. | um 1850                                                                  | 1993-08-04       | A 0639          |
| weitere Bilder | ehem. Bauernhaus                                   | Schürener Straße 80 Karte                         | Das Längsdeelenhaus wurde 1869 errichtet. | 1869                                                                     | 1993-08-09       | A 0644          |
| weitere Bilder | Wohnhaus                                           | Apelbachstraße 11 Karte                           | Das Gebäude wurde 1922/1923 als Fabrikantenvilla für den Inhaber der Firma Westdeutscher Bahnbedarf - Judenberg & Co. von den Dortmunder Architekten Heinrich Strunck & Josef Wentzler errichtet. | 1922–1923                                                                | 1993-08-09       | A 0646          |
| weitere Bilder | Fabrikantenvilla mit Einfriedung und Mauer         | Am Remberg 180 Karte                              | Die Villa wurde laut Inschrift auf der nördlichen Gebäudeseite 1893 erbaut und um 1900 ergänzt. Die Villa ist in ihrer Grundgestaltung (Baukörpervolumen und Dachdekoration) durch barocke Züge charakterisiert, der Fassadenschmuck durch renaissancehafte Elemente. Einfriedung und Mauer stehen mit unter Schutz. | 1893                                                                     | 1993-11-15       | A 0665          |
| weitere Bilder | evangelische Kreuzkirche                           | Fasanenweg 18 Karte                               | Die Kirche wurde 1929/1930 für die evangelische Gemeinde Berghofen vom Architekten Ludwig Behrens in einer Mischung aus Expressionismus und Heimatstil errichtet. | 1929–1930                                                                | 1993-11-23       | A 0667          |
| weitere Bilder | ehem. Kotten                                       | Ruinenstraße 46 Karte                             | Das Längsdeelenhaus wurde wahrscheinlich vor 1800 errichtet. | um 1780                                                                  | 1993-12-13       | A 0671          |
| weitere Bilder | Wohnhaus                                           | Schürener Vorstadt 5 Karte                        | Das Fachwerkhaus wurde um 1800 errichtet. Unter Schutz stehen die südliche Trauf- und die östliche Giebelseite und die Konstruktionselemente des inneren Ständerwerkes aus der Erbauungszeit. | um 1800                                                                  | 1994-06-24       | A 0694          |
| weitere Bilder | Wohnhaus                                           | Hövelteichstraße 12 Karte                         | Das Fachwerkhaus stammt vermutlich aus der zweiten Hälfte des 19. Jahrhunderts. | um 1875                                                                  | 1994-06-24       | A 0695          |
| weitere Bilder | Wohnhaus                                           | Schüruferstraße 144/146 Karte                     | Das Fachwerkhaus wurde um 1850 im Auftrag des Gast- und Landwirtes, Wilhelm Meinberg, errichtet. 1902 wurde ein weiteres Treppenhaus eingebaut. Die rückwärtigen Anbauten der nördlichen Traufseite stehen nicht unter Schutz. | um 1850                                                                  | 1994-08-22       | A 0706          |
| weitere Bilder | Wohn- und Geschäftshaus                            | Aplerbecker Marktplatz 18 Karte                   | Die ehemalige Direktorenvilla der Aplerbecker Zeche Vereinigte Schürbank & Charlottenburg wurde um 1890 errichtet. Der kleine Anbau an der Rückseite wurde 1966 um eine Achse erweitert. Der Vorplatz ist mit Natursteinen sternförmig ausgelegt. | um 1890                                                                  | 1994-09-23       | A 0732          |
| weitere Bilder | Fachwerkkotten                                     | Schwerter Straße 175a Karte                       | Das Gebäude wurde in der ersten Hälfte des 19. Jahrhunderts errichtet. Der Anbau und die Nebengebäude stehen nicht unter Schutz. | um 1825                                                                  | 1994-09-23       | A 0733          |
| weitere Bilder | Wohnhaus                                           | Schüruferstraße 199 Karte                         | Das Doppelhaus aus Fachwerk entstand gegen 1840. | um 1840                                                                  | 1994-09-23       | A 0734          |
| weitere Bilder | Wohnhaus                                           | Schüruferstraße 208 Karte                         | Das Fachwerkhaus wurde Mitte des 19. Jahrhunderts errichtet. Bis 1923 wurde es von einer Bergmannfamilie genutzt und danach zum Doppelwohnhaus umgebaut. Die Garage und die kleineren Anbauten aus dem Jahr 1958 gehören nicht zum Denkmalumfang. | um 1850                                                                  | 1994-09-23       | A 0735          |
| weitere Bilder | Altenheim                                          | Rosenstraße 65 Karte                              | Das Altenheim wurde 1916 in historisierendem Stil unter Verwendung von Elementen des Neobarock und des Neoklassizismus errichtet. Es war ursprünglich ein im Auftrag des Aplerbecker Actien-Vereins für Bergbau der Zeche Vereinigte Margarethe erbautes Ledigenheim für unverheiratete, fremde Zechenarbeiter. Der Entwurf stammt vom Architekten Fritz Kossak aus Hörde. 1928 wurde das Gebäude zum Altenheim umgebaut. | 1916                                                                     | 1994-11-15       | A 0740          |
| weitere Bilder | ehem. Pfarrhaus mit Freifläche und Baumbestand     | Köln-Berliner-Straße 50 Karte                     | Das Fachwerkhaus wurde 1838 errichtet. Zum Denkmalumfang gehören die Freifläche und der Baumbestand. | 1838                                                                     | 1994-12-29       | A 0746          |
| BW             | Hof Kühl                                           | Vellinghauser Straße 47, 47a Karte                | Der Hof ist nachweislich seit 1486 im Besitz der Familie. Das Wohnhaus wurde 1904 für den Gutsbesitzer Gustav Falkenroth errichtet. Zum Denkmal gehören zudem die Betriebsgebäude in ihrer äußeren Gebäudeform und Stellung auf dem Gelände sowie die Freiflächen und hofumgebenden Mauern. | 1904 (Wohnhaus)                                                          | 1994-12-29       | A 0747          |
| weitere Bilder | Wohnhaus                                           | Köln-Berliner-Straße 145 Karte                    | Das Alter des Gebäudes ist unbekannt. | unbekannt                                                                | 1997-12-04       | A 0863          |
| BW             | ehem. Kotten                                       | Ruthgerusstraße 3 Karte                           | Das Wohn- und Wirtschaftsgebäude stammt aus der zweiten Hälfte des 19. Jahrhunderts. Unter Schutz stehen die Süd-, Ost- und Nordwand sowie das noch erhaltene konstruktive historische Innengerüst. | um 1875                                                                  | 1997-12-17       | A 0867          |
| weitere Bilder | Wohnhaus                                           | Nathmerichstraße 8 Karte                          | Das Gebäude entstand vermutlich 1908. Unter Denkmalschutz stehen die Außenarchitektur unter besonderer Beachtung der Straßenfassade und das konstruktive Innengerüst aus der Erbauungszeit. Die Anbauten stehen nicht unter Schutz. | 1908                                                                     | 1998-01-08       | A 0869          |
| weitere Bilder | Fachwerkwohnhaus                                   | Schüruferstraße 246 Karte                         | Das Fachwerkhaus wurde vermutlich Mitte des 19. Jahrhunderts erbaut. Unter Schutz steht das Fachwerkhaus ohne den Anbau an der Rückseite. | um 1850                                                                  | 1998-11-19       | A 0882          |
| weitere Bilder | Wohnhaus                                           | Schüruferstraße 305 Karte                         | Das Gebäude wurde mit Formen des Klassizismus im letzten Drittel des 19. Jahrhunderts errichtet. Unter Schutz steht die Außenarchitektur, ausgenommen der eingeschossige rückwärtige Anbau aus dem Jahr 1908. | um 1885                                                                  | 1998-11-26       | A 0884          |
| BW             | Lochstein der ehemaligen Zeche Elisabeth           | bei Wittbräucker Straße 220 Karte                 | Ein am westlichen Ufer des Lohbachs, ca. 150 Meter südlich der Wittbräucker Straße gelegener Lochstein mit der Inschrift Zeche Elisabeth 1851, ca. 50 Meter über den Boden ragend, 35 Zentimeter breit. Der ursprüngliche Standort lag ca. 25–30 Meter östlich in der Bachniederung als östliche Begrenzung des Grubenfeldes. | 1851                                                                     | 1999-07-26       | A 0900          |
| weitere Bilder | Wohnhaus mit Nebengebäuden                         | Sölder Straße 54 Karte                            | Zum Denkmalumfang gehören: das spätklassizistische Hauptgebäude von 1885, Scheune und Remise, Remise und Stall (nur Außengerüst und konstruktives Innengerüst aus der Erbauungszeit), Scheunenanbau und Pferdestall (nur Kubatur und Stellung der Gebäude auf dem Hof). | 1885 (Hauptgebäude)                                                      | 2001-05-08       | A 0927          |
| weitere Bilder | Hof Krämer                                         | Sölder Straße 48 Karte                            | Der Hof besteht aus: einem Wohnhaus aus dem Jahr 1893/1895 (nur Außenarchitektur und konstruktives Innengerüst der Erbauungszeit), einem Wirtschaftsgebäude im Rundbogenstil, einer Scheune, einem Brennereigebäude, dessen Hoffassade im Rundbogenstil nach 1872 errichtet wurde (nur die Hoffassade) und einem Kesselhaus (nur die Hoffassade). | 1893–1895                                                                | 2001-09-10       | A 0932          |
| weitere Bilder | Hof Vieseler                                       | Sölder Straße 58 Karte                            | Zum Denkmalumfang gehören: Außen- und Innenarchitektur des Haupthauses aus dem Jahr 1726, des Viehstalls von 1908, der Scheune, des vermutlich zwischen 1885 und 1901 entstandenen Backhauses/Schweinestalls und auch der Remise von 1916, zudem die Stellung der Gebäude um die Hoffläche. | 1726 (Haupthaus)                                                         | 2001-11-07       | A 0934          |
| weitere Bilder | Wohn- und Bürogebäude                              | Schüruferstraße 309a Karte                        | Das Gebäude wurde 1903 durch den Architekten Friedrich Kolster für den Rendanten Ludwig Keller mit Jugendstilelementen erbaut. | 1903                                                                     | 2002-09-16       | A 0942          |
| weitere Bilder | Kriegerdenkmal Germania                            | bei Schürener Straße 58 Karte                     | Das Kriegerdenkml wurde 1874 vom Krieger- und Landwehrverein zum Gedenken an die Kriege von 1866 und 1870/1871 errichtet. | 1874                                                                     | 2004-03-04       | A 0947          |
| weitere Bilder | jüdischer Friedhof Aplerbeck                       | Kleine Heide Schweizer Allee 30 Karte             | Auf diesem Friedhof befinden sich 26 Grabsteine, der älteste stammt aus der Mitte des 19. Jahrhunderts. Der Friedhof zeigt anschaulich die Friedhofskultur des jüdischen Glaubens, bei der die Unversehrtheit des Grabes Priorität hat und die Gräber so den Gang der Zeit erkennen lassen. | um 1850                                                                  | 2006-06-12       | A 1002          |
| weitere Bilder | Denkmal Freidenkertum + Feuerbestattung            | Schürener Straße 50 Karte                         | Das Denkmal des Verbandes für Feuerbestattung und Freidenkertum steht auf dem Kommunalfriedhof Schüren. | unbekannt                                                                | 2006-11-22       | A 1022          |
| BW             | Kriegerdenkmale von 1914–18 und 1933–45            | bei Sölder Straße 93 Karte                        | Das Ehrenmal für die Gefallenen des Ersten Weltkriegs wurden von Wolfgang Weihrauch aus Witten für den Krieger- und Landwehrverein Dortmund-Sölde entworfen. Zu Begin der 1960er Jahre wurde das Kriegerdenkmal für die Gefallenen des Zweiten Weltkriegs in die Anlage integriert. Unter Schutz stehen die beiden Kriegerdenkmale und der Ehrenhain mit der Einfriedung aus Quadermauerwerk aus Ruhrsandstein sowie die bauzeitlich flankierenden Einfassungen der Wege aus Ruhrsandstein. | unbekannt                                                                | 2015-07-01       | A 1055          |

Ehemalige Baudenkmäler
| Bild           | Bezeichnung                  | Lage                       | Beschreibung                              | Bauzeit | Eingetragen seit | Denkmal- nummer |
| -------------- | ---------------------------- | -------------------------- | ----------------------------------------- | ------- | ---------------- | --------------- |
| weitere Bilder | landwirtschaftliches Gebäude | Berghofer Straße 176 Karte |                                           |         |                  | A 0423          |
| BW             | landwirtschaftliches Gebäude | Am Bornacker 7 Karte       | Das Haus wurde 2010 oder 2011 abgerissen. |         |                  | A 0749          |